# 鸟粪岛法
《鸟粪岛法》（英文：Guano Islands Act，11 Stat. 119，1856年8月18日通过，见美國法典第48编第8章 §§ 1411-1419），是美国国会通过的联邦法律，允许美国公民以美国政府名义占有蕴藏鸟粪、无人认领的海岛，只要其未被占领或不属于另一政府的管辖范围；该法案同时授权美国总统派出军队提供保护，确立美国在这些领土上的刑事管辖权。
《鸟粪岛法》迄今继续有效。最近一次美国法院依据该法的判决是2014年裁定与海地争议的纳瓦萨岛属美国所有。

## 背景

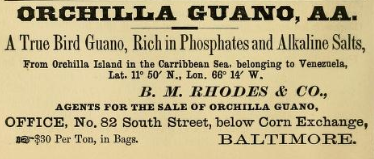
鸟粪进口是大生意。1873年的报纸广告。

第一次工业革命后的1840年代，英、美发现鸟粪的使用对于农业生成氮、磷元素至关重要，可作为肥料使用，同时还可以作为火药中硝石的来源。
1841年英国海关首次记录的鸟粪进口量为2,881吨，到1849年猛增到83,438吨。美国自1843年起通过纽约进口鸟粪。1844—1851年美国共进口了6.6万吨鸟粪，价值260万美元。鸟粪价格从最初的每吨约49美元一度暴涨到最高的79美元。1850年代初期，英国每年进口20万吨鸟粪，而美国进口总量约为76万吨。“鸟粪狂热”（guano mania）推高了价格。每年300万美元的秘鲁鸟粪对美出口贸易中，大约有三分之一是纯利润。
1856年5月26日，美国鸟粪公司（American Guano Company）向美国参议院外交委员会提交请愿书，请求国会“赋予他们对在太平洋上发现、购买和受让的岛屿的占有权”。1856年4月16日，根据该请愿书美国参议院第15号议案建议制定《鸟粪岛法》。1856年通过的《鸟粪岛法》。法案共分为6个部分：
1. 合众国公民发现的储藏有鸟粪资源的岛屿，可被视为“从属于（appertaining to）”合众国。
2. 这些岛屿的发现者拥有对鸟粪资源的专属权，但这些鸟粪只能供应合众国公民使用。
3. 这些岛屿上的鸟粪输入合众国，按照合众国内部的海岸贸易法规管理。
4. 在岛上的鸟粪开采完后，合众国无义务维持对这些岛屿的占有。
5. 合众国总统授权陆海军保护这些岛屿的发现者及其委派人。
6. 在这些岛屿及其毗连水域的犯罪行为被视为在公海上对合众国船只上的犯罪，并依照相关法律处理。

该法案导致美国公民迅速在加勒比海与太平洋占领了众多岛礁。1884年，被美国国务院承认为该国属地（appurtenance）的鸟粪岛达到66个。这些岛上的鸟粪被大量开采并向美国本土输出。这使得美国的南美鸟粪进口量迅速下降，从1855年的175,849吨骤降至1858年的75,197吨，1863年降到70,813吨，1863年缩至2,568吨。美西战争前，美国已经在太平洋和加勒比海地区占据了73座岛屿。通过这种“荒岛帝国主义”（insular imperialism），美国的海外利益不断扩大。但后来发现美国国内磷矿石储量丰富，开采成本低廉，可以替代鸟粪做农业肥料，这使得鸟粪岛的鸟粪输出量迅速下降，从1870年顶峰时期的17,068吨，迅速降至1898年的4,562吨。1898年后，再没有鸟粪岛向美国港口输入鸟粪的官方记录。

## 依據該法宣稱權利的島嶼

### 有人居住
- 美属萨摩亚[來源請求]
- 關島[來源請求]
- [來源請求]
- 波多黎各[來源請求]
- 美屬維爾京群島[來源請求]
- 威克岛[來源請求]

### 無人島
沿著巴爾米拉環礁和威克島，這些構成了美國本土之外的小島嶼群： 
- 贝克岛
- 豪兰岛
- 賈維斯島
- 约翰斯顿岛
- 中途岛
- 金曼礁
- 法艦環礁
- 巴尔米拉环礁
- 巴霍努埃沃浅滩
- 小塞拉纳岛
- 斯温斯岛

從1947年7月18日到1994年10月1日，屬于美國管理的託管領土，太平洋島嶼和所有的四個政治單位進入了一種新的政治關係（其中之一是上面列出的北馬里亞納群島，其他三個為下文指出的自由聯合州） 。

### 爭議地區
- （ 海地）
- 威克岛 （和 马绍尔群岛之間）
- 塞拉尼亞海岸 （和 哥伦比亚之間）
- 巴霍新海岸 （與 牙买加之間）